# Gai Juni Silà (cònsol 17 aC)
Gai Juni Silà (en llatí Caius Junius C. F. Silanus) va ser un magistrat romà que va viure al segle i aC i al segle i. Formava part de la gens Júnia, i portava el cognomen de Silà.
Va ser elegit cònsol l'any 17 aC juntament amb Gai Furni. Probablement era cosí de Marc Juni Silà.